# 1944 en Norvège
Chronologie de la Norvège
- 1940
- 1941
- 1942
- 1943
- 1944
- 1945
- 1946
- 1947
- 1948

Cet article présente les faits marquants de l'année 1944 en Norvège ou relatifs à la Norvège.

## Gouvernance
- Haakon VII est roi de Norvège.
- Le Gouvernement Johan Nygaardsvold est réfugié à Londres.
- Vidkun Quisling est le chef du gouvernement.

## Événements
- 20 avril : opération Freshman. L'eau lourde fabriquée dans l'usine hydroélectrique Vemork, échappe définitivement aux nazis[1].
- 3 avril : l' opération Tungsten était une des nombreuses attaques que mena la Fleet Air Arm (les unités aériennes embarquées britanniques) contre le cuirassé allemand Tirpitz alors qu'il stationnait dans les fjords norvégiens.
- 17 juillet : l' opération Mascot est l'une des nombreuses attaques britanniques contre le cuirassé allemand Tirpitz alors qu'il stationnait dans les fjords norvégiens entre avril et août 1944, pendant la Seconde Guerre mondiale.
- La libération du Finnmark est une opération militaire s'étant déroulée du 23 octobre 1944 au 26 avril 1945, au cours de laquelle les forces soviétiques et norvégiennes ont chassé les forces allemandes du comté de Finnmark, le comté le plus au nord de la Norvège. La campagne débute par une offensive soviétique libérant Kirkenes[2].
- L' Opération Catechism est un raid aérien de la Royal Air Force qui détruit le cuirassé Tirpitz de la Kriegsmarine. Mené le 12 novembre 1944 par 29 bombardiers lourds, il permet d'atteindre le navire alors ancré à Tromsø, une ville du nord de la Norvège. Atteint par au moins deux bombes et endommagé par l'explosion des autres, le navire est coulé et entre 940 et 1 204 membres d'équipage sont tués, tandis que les Britanniques ne souffrent d'aucune perte.

## Naissances
- Naissance en Norvège en 1944

## Décès
- Décès en Norvège en 1944